# لی هه یونگ (بازیگر، زاده ۱۹۷۱)
لی هه یونگ (کره‌ای: 이혜영؛ زادهٔ ۲۲ دسامبر ۱۹۷۱) بازیگر و خواننده اهل کره جنوبی است. لی در دهه ۱۹۹۰ به عنوان خواننده، دو آلبوم موسیقی دنس به همراه ۱۷۳۰ و کوکو و یک آلبوم انفرادی منتشر کرد. به عنوان بازیگر، او در مجموعه تلویزیونی همسر من بی‌نظیره (۲۰۰۹) ایفای نقش کرده‌است و همچنین برند فشن خود را با نام میس دوروثی تأسیس کرده‌است.